# 迪米特里奥斯·格拉莫齐斯
迪米特里奥斯·格拉莫齐斯（希臘語：Δημήτρης Γραμμόζης，1978年7月8日—）是一位希腊裔德国前足球运动员及现任足球教练，自2023年12月起执教德乙俱乐部凯泽斯劳滕。球员生涯期间，他在场上能夠司职后场多个位置和防守中场。

## 球员生涯
格拉莫齐斯出生于西德伍珀塔尔的一个希腊家庭（原籍凯法洛夫里索），并在费尔伯特长大。这位后场多面手于1984年在费尔伯特本土的内菲格斯体操及体育俱乐部开始了自己的足球生涯。四年后，他于1988年转投同城的费尔伯特体育及竞赛联合会，并在此效力了三年。1991年，格拉莫齐斯来到他在费尔伯特的最后一站——普鲁士费尔伯特，并呆了两年。至1992年，他返回家乡伍珀塔尔。
在伍珀塔尔体育俱乐部的青年队效力一年之后，格拉莫齐斯于1994年加盟乌丁根05，并为该俱乐部的19岁以下梯队效力了两年。1996年，年仅18岁的格拉莫齐斯便作为乌丁根一线队的主力球员开始征战德乙。两个赛季之后，他于1998年以700000马克的身价转会至德甲俱乐部汉堡。格拉莫齐斯在汉堡效力了两年，为球队在1999-2000赛季德甲获得第三并入围欧洲冠军联赛作出了贡献。然而，他却始终无法证明自己具备与高水平球员共事的实力，遂于2000-01赛季转投凯泽斯劳滕。他在红魔度过了五年，却不时受到伤病和换帅的困扰——尤其是最后两个赛季。于是，在2005-06赛季之初，格拉莫齐斯又转会至德甲升班马科隆。他与新东家签署了一份期至2007年6月30日届满的合同。但仅一年之后，科隆便提前与格拉莫齐斯解约。结果，他只得于2006年7月20日以自由球员身份加盟德乙升班马红白埃森，并签署了一份期至2008年6月30日届满的合同。
2007年6月，格拉莫齐斯离开德国，转投希腊超级联赛俱乐部埃尔格特利斯。他签署了一份为期一年的合同，并有续约选择权。在经历了一个成功的赛季（联赛出场23次并射入1球）后，俱乐部选择与他续签合同。然而，当他在2008年11月与主教练尼科斯·卡拉格奥吉奥交恶后，格拉莫齐斯于12月被出售至塞浦路斯甲级联赛俱乐部奥莫尼亚，转会费据报为15万欧元。他在奥摩尼亚停留了两年半时间，期间曾于2010年随队加冕联赛冠军，并赢得了对阵的塞浦路斯超級盃。
2011年1月，格拉莫齐斯重返希腊，加盟克基拉竞技。至2012年夏季，他又转投德国的波鸿二队，并签约两年。但当他在西部地区联赛完成了26次出场及射入1球后，格拉莫齐斯最终于2012-13赛季末宣布挂靴。

## 教练生涯

### 波鸿
在球员生涯结束后，格拉莫齐斯于2014年1月25日获波鸿聘为19岁以下梯队助理教练，以辅佐U19梯队主教练托马斯·赖斯。2014年1月，两人又共同升入波鸿二队，分别担任这支西部地区联赛球队的主帅和助教。
在2014-15赛季开始时，格拉莫齐斯改任波鸿U15青年队主教练，这是他第一次执掌帅印。2014年12月，他成为二队代理主教练弗兰克·海涅曼的助手，直至年底。随后，格拉莫齐斯没有返回U15梯队，而是接任了二队主教练直至赛季结束，然后于2015-16赛季率领U17青年队征战17岁以下德甲联赛。在2016-17赛季，他还同时兼任一线队主教练盖特扬·费尔贝克的副手。
为了专注于自己的足球教练员培训课程，格拉莫齐斯于2017-18赛季成为延斯·拉西耶夫斯基在波鸿U19青年队的助教。但随着一线队主教练伊斯迈尔·阿塔兰被解雇，拉西耶夫斯基于2017年10月接任这支德乙球队的主教练，格拉莫齐斯也得以升任U19梯队主教练。2018年3月，他顺利从教练培训班结业，取得德国足协颁发的教练执照。

### 达姆施塔特98
2019年2月，格拉莫齐斯从手中接过德乙俱乐部达姆施塔特98的帅印。他签署了一份期至2020年6月30日届满的合同。球队此时于2018-19赛季德乙的第23轮过后仅得26分排名第13，而在格拉莫齐斯上任后的11场比赛则取得了20分，并以积分榜第十的成绩完赛。在接下来的2019-20赛季，达姆施塔特也表现慢热。它们于上半程以20分的成绩排名第12，领先降级区仅4分；然而在下半程，格拉莫齐斯的团队勇夺32分，并最终名列第五，距离升级附加赛名额仅3分之遥。
由于对续签合同的期限存在分歧，达姆施塔特在合同期满后继续雇用格拉莫齐斯的努力于2020年2月宣告失败。俱乐部曾向格拉莫齐斯提供一份为期一年的合同，但后者却希望得到一份长期合同。

### 沙尔克04
2021年3月2日，格拉莫齐斯接掌了德甲俱乐部沙尔克04的主教练一职。该队在2020-21赛季的第23轮后仅积9分排名榜尾，并且距离保级区的差距也有9分之多。这位时年42岁的主帅签订了一份期至2022年6月30日届满的合同，他成为继大衛·、曼努埃尔·鲍姆、胡布·史提芬斯和之后，沙尔克04于当季的第五任主教练。

## 成就
- 塞浦路斯足球甲级联赛冠军：2010年
- 塞浦路斯超級盃冠军：2010年